# Dietrich Kohl
Dietrich Kohl (* 12. November 1861 in Emden; † 10. November 1943 in Wiesbaden) war ein deutscher Historiker, Lehrer und Archivar in Oldenburg (Oldb).

## Leben
Kohl war der Sohn des Emdener Apothekers Johann Georg Kohl (1808–1870) und dessen Ehefrau Luise Margarethe geb. Büsing (1828–1900). Von 1871 bis 1882 besuchte er das Alte Gymnasium Oldenburg. Nach dem Abitur studierte er an der Philipps-Universität Marburg, der Ludwig-Maximilians-Universität München und der Friedrichs-Universität Halle. Seit 1883 war er Mitglied des Corps Isaria. 1887 wurde er mit einer historischen Untersuchung in Halle zum Dr. phil. promoviert. Nachdem er 1888 die Lehramtsprüfung für Geschichte und Deutsch bestanden hatte, machte er das Vorbereitungsjahr für das höhere Lehramt an einem Lyceum in Hannover. 1890 wurde er Hilfslehrer, 1892 ordentlicher Lehrer. 1895 Oberlehrer und 1906 Gymnasialprofessor an der Oberrealschule Oldenburg. In der Weimarer Republik erhielt er 1921 den neuen Titel Studienrat. Wegen zunehmender Schwerhörigkeit ließ er sich 1923 vorzeitig pensionieren.
Seit Mitte der 1890er Jahre betrieb Kohl Studien im Haus- und Centralarchiv Oldenburg. Anfangs dienten diese lediglich der Vertiefung seines streng wissenschaftlich orientierten und im akademischen Vortragsstil abgehaltenen Unterrichts dienten. Als Kohl jedoch mehr und mehr Zeit auf die Studientätigkeit verwandte, bekamen sie ein Eigengewicht, besonders als er sich nach Aktenfunden auf dem Dachboden des Rathauses der Erforschung der Stadtgeschichte Oldenburgs zuwandte. Auf sein Drängen richtete der Magistrat 1903 das Stadtarchiv Oldenburg ein, das Kohl ab 1908 neben- und ehrenamtlich verwaltete. Kohl ordnete die Bestände und nutzte die dabei erworbenen Kenntnisse in zahlreichen wissenschaftlichen Aufsätzen zur Geschichte der Stadt Oldenburg, die er hauptsächlich im Oldenburger Jahrbuch veröffentlichte, sowie in einer Vielzahl populär gehaltener Artikel, die er für die Nachrichten für Stadt und Land, den Generalanzeiger und die Weser-Zeitung schrieb. 1914 gab er eine Edition der städtischen Urkunden bis 1534 heraus.
Nebenbei beschäftigte sich Kohl auch mit einzelnen Aspekten der Landesgeschichte sowie mit der Schiffahrts- und Handelsgeschichte des 16. Jahrhunderts. Seit 1907 war er Mitherausgeber der Bau- und Kunstdenkmäler des Herzogtums Oldenburg, für deren letzte zwei Bände er einen allgemeinen historischen Einleitungsteil verfasste. Ab 1918 unternahm er den Versuch, seine Einzelforschungen mit einer zusammenfassenden Darstellung abzuschließen und legte 1925 den ersten Band einer Stadtgeschichte Oldenburgs vor. Das Werk enthielt nur eine oberflächliche Untersuchung der Stadtkörperentwicklung wurde nicht fortgesetzt, da Kohl seine Forschungen anfangs nur nebenamtlich betrieb und er zudem durch den Aufbau des Stadtarchivs stark beansprucht wurde. Später fehlte ihm wohl auch die Kraft für die Synthese. Er war Vorstandsmitglied des Oldenburger Landesvereins für Altertumskunde und Landesgeschichte.

## Familie
Seit 1906 war er mit Anna Noell (* 1883) verheiratet. Ihretwegen gab er die Archivleitung 1931 ab. Er zog mit ihr nach Wiesbaden, wo er 1943 starb.

## Auszeichnungen
- Goldene Ehrenmedaille für Kunst und Wissenschaft (1914)
- Ehrenmitglied des Oldenburger Landesvereins (1931)

## Werke
- Bau- und Kunstdenkmäler des Herzogtums Oldenburg
- Oldenburger Urkundenbuch, 1. Bd. (bis 1534)
- Geschichte des Oldenburger Landes, 1925
- Stadtgeschichte Oldenburgs, 1. Bd., 1925